# Realme C3
realme C3和realme C3i是由Realme开发的平板Android智能手机，分别于 2020年2月在印度和2020年3月在菲律宾发布。售价略低于 120 美元并运行Android 11系統。Realme将其定位为能够玩絕地求生和無盡對決的廉价游戏手机，并且是第一款配备MediaTek Helio G70单片系统的设备。 